# Equació de Morison

Les forces de flux d'acord amb l'equació de Morison per a un cos situat en un flux harmònic, com una funció del temps. Línia blava significa la força d'arrossegament, la línia vermella la força d'inèrcia, la línia de negra defineix la força total d'acord amb l'equació de Morison. La força d'inèrcia es troba al davant de la fase de la força d'arrossegament: la velocitat de flux és un ona sinusoidal, mentre que l'acceleració local és una ona cosinus com una funció del temps.

En dinàmica de fluids, l'equació de Morison és una equació semiempírica de la força lineal sobre un cos en un flux oscil·latori. De vegades es diu l'equació MOJS en honor dels seus autors (Morison, O'Brien, Johnson i Schaaf) que van introduir l'equació el 1950.
L'equació de Morison s'utilitza per estimar les càrregues d'onatge en el disseny de les plataformes petrolieres i altres estructures marines semblants.

## Descripció
L'equació de Morison és la suma de dos components de força: una força d'inèrcia en fase amb l'acceleració local del flux i una força d'arrossegament proporcional al quadrat (amb signe) de la velocitat instantània del flux. La força d'inèrcia és la forma funcional com es troba a la teoria de flux potencial, mentre que la força d'arrossegament té la forma per a un cos situat en un flux constant. En l'enfocament heurístic de Morison, O'Brien, Johnson i Schaaf, aquests dos components de la força (la inèrcia i l'arrossegament), s'afegeixen simplement per descriure la força en un flux oscil·latori. La força transversal, perpendicular a la direcció del flux a causa del despreniment del vòrtex, s'ha de tractar per separat.
L'equació de Morison conté dos coeficients empírics hidrodinàmics (un coeficient d'inèrcia i un coeficient d'arrossegament), que es determina a partir de dades experimentals. Com es mostra per anàlisi dimensional i en els experiments de Sarpkaya, aquests coeficients depenen en general del nombre de Keulegan-Carpenter, nombre de Reynolds i la rugositat de la superficie.
Les descripcions donades a continuació de l'equació de Morison són per a condicions unidireccionals, així com el moviment del cos.

### Cos fix en un flux oscil·latori
En un flux oscil·latori amb la velocitat de flux {\displaystyle u(t)}, l'equació de Morison dona la força lineal paral·lela a la direcció del flux:
{\displaystyle F\,=\,\underbrace {\rho \,C_{m}\,V\,{\dot {u}}} _{F_{I}}+\underbrace {{\frac {1}{2}}\,\rho \,C_{d}\,A\,u\,|u|} _{F_{D}},}
on
- {\displaystyle F(t)} és la força lineal total sobre l'objecte,
- {\displaystyle {\dot {u}}\equiv {\text{d}}u/{\text{d}}t} és l'acceleració del flux, és a dir, la derivada respecte al temps de la velocitat de flux {\displaystyle u(t),}
- la força d'inèrcia {\displaystyle F_{I}\,=\,\rho \,C_{m}\,V\,{\dot {u}}}, és la suma de la força de Froude-Krylov {\displaystyle \rho \,V\,{\dot {u}}} i la força de massa hidrodinàmica {\displaystyle \rho \,C_{a}\,V\,{\dot {u}},}
- la força d'arrossegament {\displaystyle F_{D}\,=\,{\scriptstyle {\frac {1}{2}}}\,\rho \,C_{d}\,A\,u\,|u|}, segons l'equació d'arrossegament,
- {\displaystyle C_{m}=1+C_{a}} és el coeficient d'inèrcia, i {\displaystyle C_{a}} el coeficient de massa afegida,
- {\displaystyle A} és una àrea de referència, per exemple, l'àrea de secció transversal del cos perpendicular a la direcció del flux,
- {\displaystyle V} és el volum del cos.

Per exemple, per a un cilindre circular de diàmetre {\displaystyle D} en un flux oscil·latori, la superfície de referència per unitat de longitud del cilindre és {\displaystyle A=D} i el volum del cilindre per unitat de longitud del cilindre és {\displaystyle V={\scriptstyle {\frac {1}{4}}}\pi {D^{2}}}. Com a resultat d'això, {\displaystyle F(t)} és la força total per unitat de longitud del cilindre:
{\displaystyle F\,=\,C_{m}\,\rho \,{\frac {\pi }{4}}D^{2}\,{\dot {u}}\,+\,C_{d}\,{\frac {1}{2}}\,\rho \,D\,u\,|u|.}
A més de la força de línia, hi ha també forces oscil·latòries d'elevació perpendiculars a la direcció de flux, a causa de la formació de remolins. Aquests no estan coberts per l'equació de Morison, que és només per a les forces lineals.

### Cos en moviment en un flux oscil·latori
Si el cos es mou amb una velocitat {\displaystyle v(t)}, l'equació de Morison esdevé:
{\displaystyle F=\underbrace {\rho \,V{\dot {u}}} _{a}+\underbrace {\rho \,C_{a}V\left({\dot {u}}-{\dot {v}}\right)} _{b}+\underbrace {{\frac {1}{2}}\rho \,C_{d}A\left(u-v\right)\left|u-v\right|} _{c}.}
on la contribució total de la força és:
- {\displaystyle a} és la força de Froude-Krylov,
- {\displaystyle b} és la força de la massa hidrodinàmica,
- {\displaystyle c} és la força d'arrossegament.

El coeficient de massa afegit {\displaystyle C_{a}} està relacionat amb el coeficient d'inèrcia {\displaystyle C_{m}} com {\displaystyle C_{m}=1+C_{a}}.

## Límits
- L'equació de Morison és una formulació heurística de les fluctuacions de força en un flux oscil·latori. La primera hipòtesi és que l'acceleració del flux és més o menys uniforme a la ubicació del cos. Per exemple, per a un cilindre vertical en ones de gravetat superficial, això requereix que el diàmetre del cilindre sigui molt més petit que la longitud d'ona. Si el diàmetre del cos no és petit comparat amb la longitud d'ona, s'ha de tenir en compte els efectes de la difracció.[7]
- En segon lloc, se suposa que les formes són asimptòtiques; és poden afegir les contribucions d'inèrcia i força d'arrossegament, vàlides per a nombres molt petits i molt grans de Keulegan-Carpenter respectivament, per descriure les fluctuacions de força en els nombres intermedis de Keulegan-Carpenter. Tanmateix, a partir d'experiments es troba que en aquest règim intermedi, on l'arrossegament i la inèrcia donen contribucions significatives, l'equació de Morison no és capaç de descriure molt bé la història de la força. Tot i que es poden ajustar els coeficients d'inèrcia i d'arrossegament per donar els valors extrems correctes de la força.[8]
- En tercer lloc, quan s'estén al flux orbital (que és un cas de flux no-unidireccional), per exemple el que apareix en un cilindre horitzontal sota les ones, l'equació de Morison no dona una bona representació de les forces en funció del temps.[9]